# Catervariolus hornemani
Catervariolus hornemani è un pesce osseo estinto, vicino all'origine dei teleostei. Visse nel Giurassico medio (Aaleniano-Bathoniano, circa 172 - 165 milioni di anni fa) e i suoi resti fossili sono stati ritrovati nella Repubblica Democratica del Congo.

## Descrizione
Questo piccolo pesce non superava i 10 centimetri di lunghezza. Il corpo era di forma slanciata, la testa era stretta e il muso arrotondato. Gli occhi erano piccoli. La pinna dorsale si trovava nella parte posteriore del corpo, ed era opposta diagonalmente alla pinna anale (quest'ultima leggermente più arretrata). La pinna caudale era biforcuta e i margini erano dotati di scaglie frastagliate di grosse dimensioni e appuntite. Il corpo era ricoperto da forti squame, in particolare nella zona della linea laterale, dove era presente una fila di squame allungate in forma di parallelepipedo.
Al contrario di altri pesci simili e anche leggermente più antichi, come Pholidophorus, Catervariolus non possedeva due supramaxillae ma solo una; questo è considerato un carattere ancestrale, tipico dei pesci olostei e dei pachicormiformi. Alcune caratteristiche distintive di Catervariolus erano la presenza di tre sopraorbitali e tre grandi postorbitali, la già citata unica supramaxilla di piccole dimensioni, e tre coronoidi nella mandibola. La parte dentata del suo osso dentale era allungata e non discendente, mentre non era ancora apparsa la "leptolepid notch", una sorta di tacca nel margine della mandibola, tipica dei pesci vicini all'origine dei teleostei (come Leptolepis appunto).

## Classificazione
Catervariolus hornemani venne descritto per la prima volta nel 1955 da Saint-Seine, sulla base di numerosi fossili ritrovati nella zona di Kisangani (Repubblica Democratica del Congo) in terreni del Giurassico medio. Catervariolus è stato da subito accostato ad altri pesci di piccole dimensioni considerati vicini all'origine dei teleostei, come Pholidophorus e Ichthyokentema, all'interno dell'ordine dei folidoforiformi. Ricerche più recenti, tuttavia, hanno messo in luce numerose caratteristiche basali di Catervariolus (Taverne, 2011a), sufficienti ad escluderlo dai folidoforiformi e a istituire per questa e altre forme simili (Songanella, Kisanganichthys) l'ordine dei Catervarioliformes (Taverne, 2014a; Taverne, 2014b); questi animali sono considerati ancestrali ai veri teleostei e ad altri gruppi come i folidoforiformi e i leptolepiformi.